# Danilo Mitrović
Danilo Mitrović (serbisch-kyrillisch Данило Митровић; * 23. März 2001) ist ein serbischer Fußballspieler.

## Karriere

### Verein
Mitrović begann seine Karriere beim FK Vojvodina. Zur Saison 2019/20 wechselte er zum österreichischen Zweitligisten FC Blau-Weiß Linz, bei dem er einen bis Juni 2021 laufenden Vertrag erhielt.
Sein Debüt in der 2. Liga gab er im Juli 2019, als er am ersten Spieltag jener Saison gegen die Kapfenberger SV in der Startelf stand. Für die Linzer kam er zu 96 Zweitligaeinsätzen, ehe er mit dem Team am Ende der Saison 2022/23 als Zweitliga-Meister in die Bundesliga aufstieg. Mitrović erzielte am letzten Spieltag gegen den SK Sturm Graz II das Siegtor zum 2:1, das für den Titelgewinn nötig war. Im österreichischen Oberhaus absolvierte der Abwehrspieler in den folgenden zwei Jahren 34 Partien.
Nach sechs Jahren in Linz kehrte Mitrović zur Saison 2025/26 nach Serbien zurück und wechselte zu Erstligist FK Radnički 1923 Kragujevac.

### Nationalmannschaft
Mitrović spielte im Oktober 2017 gegen Griechenland erstmals für die serbische U-17-Auswahl. In jenem Spiel, das Serbien mit 3:2 gewann, erzielte er auch sein erstes Tor für eine Nationalmannschaft. Mit Serbien nahm er 2018 auch an der U-17-EM teil. Dort kam er in allen drei Spielen der Serben zum Einsatz, die jedoch alle drei verloren und somit als Letzter der Gruppe D in der Vorrunde ausschieden.
Im September 2018 spielte er gegen Italien erstmals für die U-18-Mannschaft.